# Система ориентации космического аппарата
Система ориентации космического аппарата — одна из бортовых систем космического аппарата, обеспечивающая определённое положение осей аппарата относительно некоторых заданных направлений. Необходимость данной системы обусловлена следующими задачами:
- ориентирование солнечных батарей на Солнце;
- для навигационных измерений;
- для проведения различных исследований;
- при передаче информации с помощью остронаправленной антенны;
- перед включением тормозного или разгонного двигателя с целью изменения траектории полёта.

Задачи, выполняемые аппаратом, могут требовать, как постоянной ориентации, так и кратковременной. Системы ориентации могут обеспечивать одноосную или полную (трёхосную) ориентацию. Системы ориентации, не требующие затрат энергии, называют пассивными, к ним относятся: гравитационная, инерционная, аэродинамическая и др. К активным системам относят: реактивные двигатели ориентации, гиродины, маховики, соленоиды и т. д., они требуют затрат энергии запасаемой на борту аппарата. В пилотируемой космонавтике помимо автоматических систем ориентации применяются системы с ручным управлением.

## Датчики
В качестве датчиков текущего положения аппарата обычно применяются электронно-оптические датчики, использующие в качестве ориентиров различные небесные светила: Солнце, Землю, Луну, звёзды. Используется видимый или инфракрасный спектр, второе удобнее, например для Земли, так как в инфракрасной области спектра дневная и ночная сторона отличаются слабо.
Кроме оптических датчиков могут применяться ионные датчики, датчики магнитного поля Земли, гироскопические датчики.

## Система стабилизации
При переходе с одной орбиты на другую, переходе на траекторию спуска, когда работает основная двигательная установка, необходимо сохранять неизменным направление осей аппарата. Для решения этой задачи предназначена система стабилизации. При стабилизации величина возмущающих сил и моментов намного выше, для их компенсации требуются значительные затраты энергии. Длительности нахождения в этом режиме относительно мала.
Системы стабилизации и ориентации ввиду близости выполняемых ими задач нередко частично объединяют, например, для них используют одни и те же датчики. В таких случаях можно говорить о единой системе ориентации и стабилизации космического аппарата.

## Пассивные системы
Эти системы отличаются экономичностью, однако им присущ ряд ограничений.

### Гравитационная
Данная система стабилизации использует гравитационное поле планеты, для Земли её использование эффективно для высот орбит от 200 км до 2000 км.

### Аэродинамическая
Использование данной системы возможно на низких орбитах, где имеются остатки атмосферы, для Земли это высоты от 200 до 400 км. Для высот более 2500 км возможно использование давления солнечных лучей для создания аналогичной системы.

### Электромагнитная
Путём установки на борту аппарата постоянных магнитов можно добиться определённого положения аппарата относительно силовых линий магнитного поля Земли. Если вместо постоянных магнитов использовать соленоиды, то становится возможным эффективное управление положением, такая система относится уже к разряду активных. Использование электромагнитных систем для подобных Земле планет возможно на высотах от 600 до 6000 км.

## Активные системы
Системы данного типа требуют затрат энергии.

### Газовые сопла
Газовые сопла или микроракетные двигатели малой тяги способны создавать большие управляющие усилия и таким образом парировать практически любые возмущения. Это свойство сделало этот способ управления ориентацией аппарата весьма распространённым как в задачах активной ориентации, так и стабилизации.
Для создания тяги может быть использована энергия сжатого газа (обычно азот или гелий), разложения вещества, горения жидкого или твёрдого топлива, электрическая энергия (см. электрический ракетный двигатель) и т. д.

### Гироскопы
Для ориентации и стабилизации массивных космических аппаратов на стационарных орбитах используются инерционные маховики и гиродины. Вращение маховика обычно обеспечивается электродвигателем.
Система на базе инерционных маховиков особенно эффективна при знакопеременных возмущениях, если же возмущения однонаправлены, то через некоторое время достигается предел управляемости и необходимо вмешательство с помощью какой-либо ещё системы стабилизации, например, включение ракетного двигателя («разгрузка»).

## Изображения

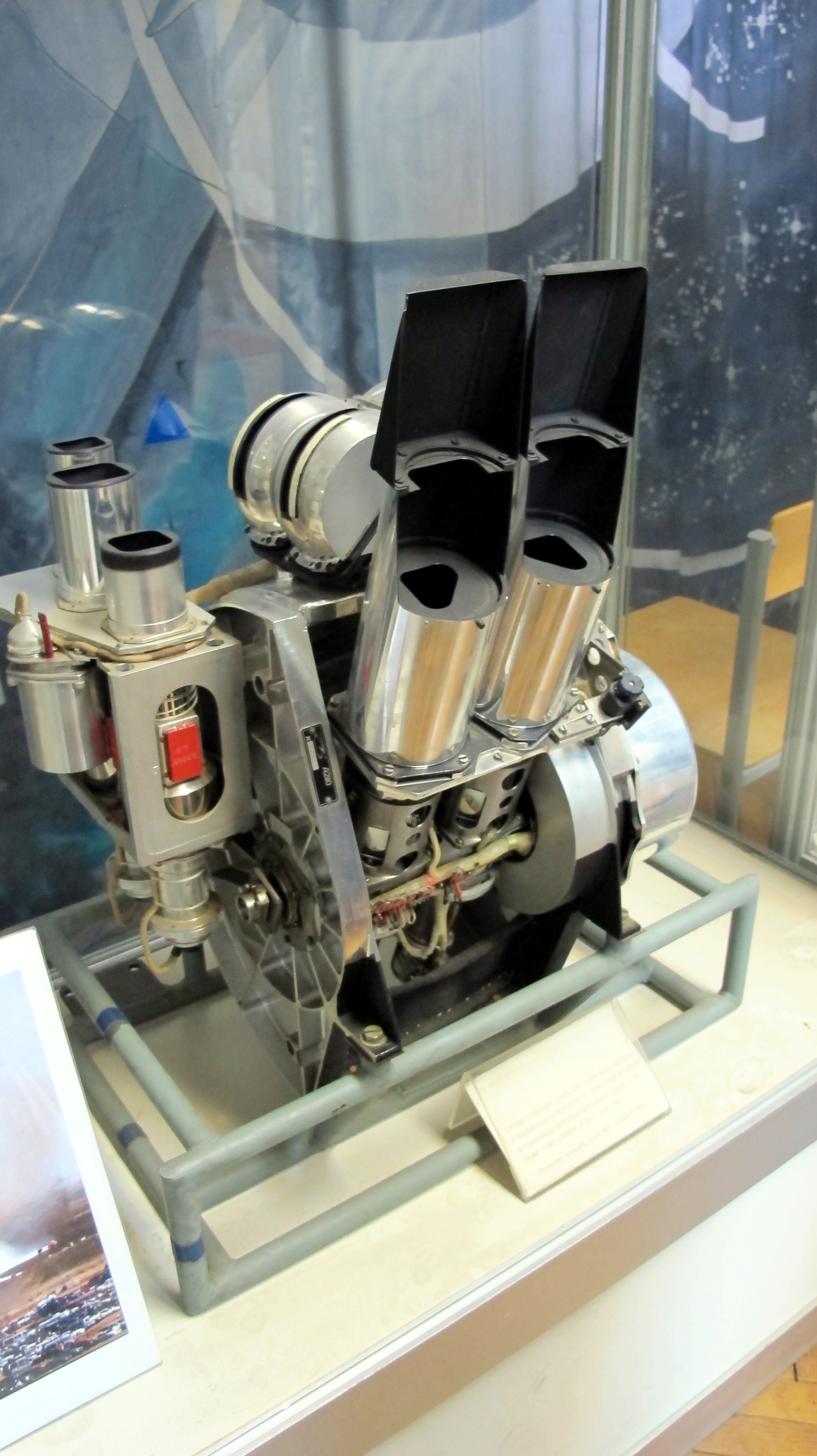
Система ориентации в программе «Союз-Аполлон»
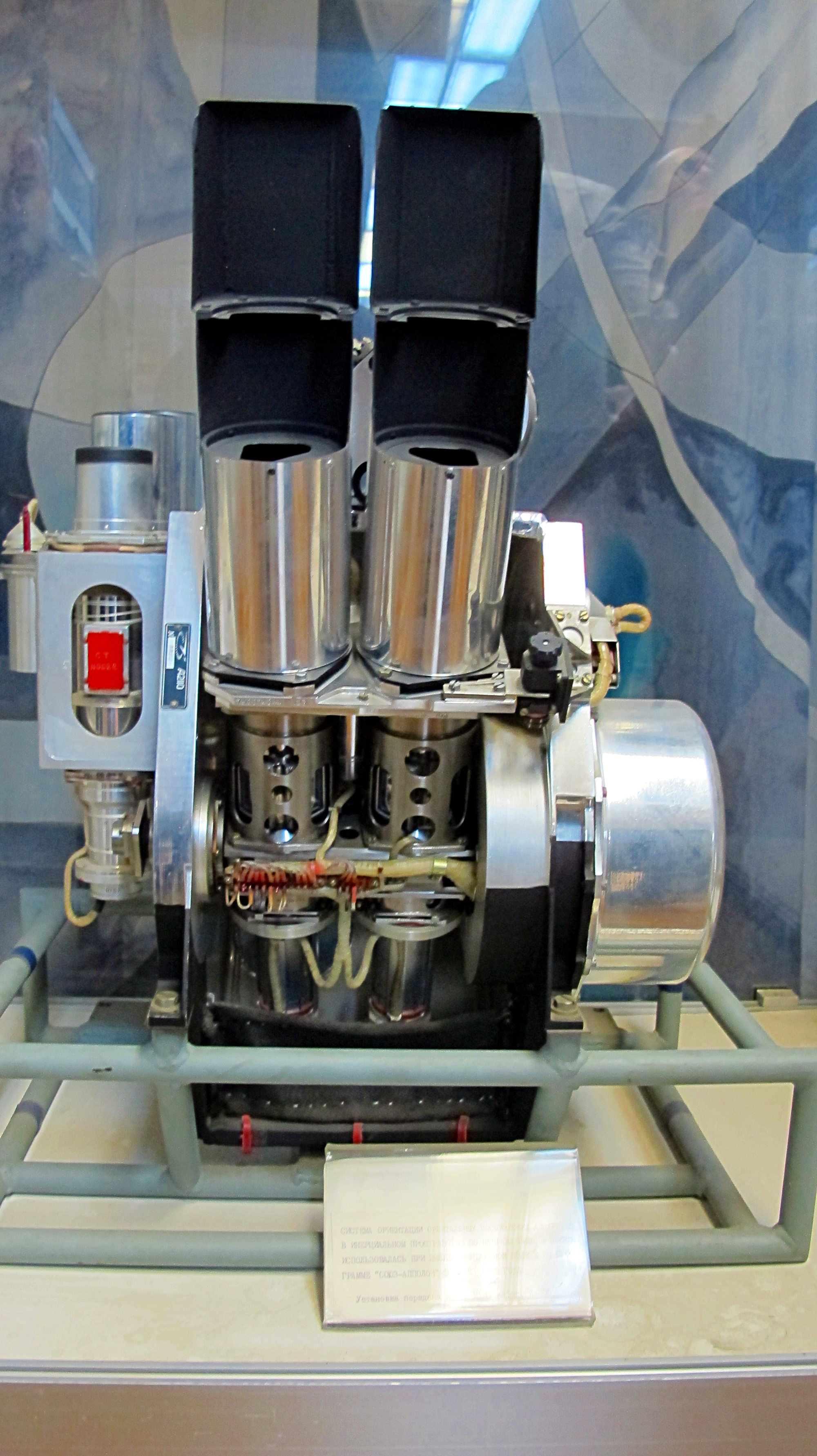